# Sericesthis stipata
Sericesthis stipata är en skalbaggsart som beskrevs av Britton 1987. Sericesthis stipata ingår i släktet Sericesthis och familjen Melolonthidae. Inga underarter finns listade i Catalogue of Life.